# Kim Su-gil
Kim Su-gil (1950) è un generale e politico nordcoreano, direttore dell'Ufficio di politica generale dell'Armata del popolo coreano, in carica dal maggio del 2018 dopo aver rimpiazzato il generale Kim Jong-gak, è allo stesso tempo un membro a tempo pieno del Comitato centrale del Partito del Lavoro di Corea e un membro alternato del suo Politburo, ha anche un posto a sedere nella Commissione militare centrale del Partito del Lavoro di Corea e nella Commissione per gli Affari di Stato.

## Biografia
Kim è un militare di carriera. Nei primi anni della sua carriera, ha tenuto degli incarichi nell'Ufficio di politica generale dell'Armata del popolo coreano e nel dipartimento dello stato maggiore generale. Il 24 aprile 1992 è stato promosso al grado di Sojang (Maggior generale). Il 15 aprile 2010 è stato promosso a Chungjang (Tenente generale). Sul finire del 2013 è stato temporaneamente degradato di nuovo al grado di Sojang, insieme ad altri alti ufficiali dell'Armata del popolo coreano. Attualmente detiene il grado di Daejang (Generale d'armata).
Kim è divenuto un vice-direttore del Ministero delle forze armate popolari nel 2006. Ha anche servito come vice-ministro delle forze armate popolari sin dal 2010. In questa posizione, è stato coinvolto nella purga e nell'esecuzione del generale Jang Song-thaek nel dicembre 2013.
Kim è anche un consigliere molto vicino a Kim Jong-un e infatti lo ha accompagnato anche in diverse apparizioni pubbliche. Ha precedentemente servito come presidente del comitato cittadino di Pyongyang del Partito del Lavoro di Corea dall'aprile 2014 al 2018 quando è stato sostituito da Ri Man-gon. Dopo essere stato nominato in questa carica, ha pubblicamente reso apologia dopo un collasso di un edificio nella capitale. È stato eletto nell'Assemblea popolare suprema nelle Elezioni parlamentari in Corea del Nord del 2009 e di nuovo nelle Elezioni parlamentari del 2014. Ha anche servito come membro a pieno titolo del Comitato centrale del Partito del Lavoro di Corea e come membro alternato del Politburo del partito sin dal maggio 2016. E' allo stesso tempo membro Commissione militare centrale del Partito del Lavoro di Corea.
Kim ha preso parte ai comitati funebri di Jon Pyong-ho nel 2014, di Ri Ul-sol e di Kim Yang-gon nel 2015 e di Kang Sok-ju nel 2016.
Nell'aprile del 2018 è stato eletto membro del presidium dell'Assemblea popolare suprema. Nel maggio 2018 ha rimpiazzato Kim Jong-gak come direttore dell'Ufficio di politica generale dell'Armata del popolo coreano. I media nordcoreani hanno annunciato il rimpasto nel maggio del 2018, dopo gli appena quattro mesi di direzione dell'Ufficio di politica generale da parte di Kim Jong-gak. È possibile l'investitura di Kim come nuovo direttore sia avvenuta il 17 maggio durante una riunione della Commissione militare centrale del Partito del Lavoro di Corea presieduta da Kim Jong-un.
Durante il rimpasto del personale alla prima sessione della 14ª riunione dell'Assemblea popolare suprema Kim ha perso il suo seggio nel Presidium ma è stato elevato a membro della Commissione per gli Affari di Stato.